# Hassane Bandé
Boureima Hassane Bandé (Ouagadougou, 30 oktober 1998) is een Burkinees voetballer die doorgaans als aanvaller speelt.  

## Clubcarrière

### KV Mechelen
Bandé maakte op 19 augustus 2017 zijn debuut in het eerste elftal van KV Mechelen, in een met 1-2 verloren wedstrijd thuis tegen Antwerp FC. Hij viel in de 76ste minuut in voor Faycal Rherras en maakte tien minuten later zijn eerste doelpunt. 
Na afloop van het seizoen werd hij in België gekozen tot talent van het jaar. Bandé viel op door zijn acties, goals (elf) en assists (drie).
KV Mechelen verkocht Bandé in december 2017 voor circa €8.500.000,- aan Ajax, dat daarmee vanaf juli 2018 beschikking over hem zou krijgen. Daarnaast bedong de Belgische club een percentage bij doorverkoop.

### Ajax en verhuur aan FC Thun en Istra 1961
Toen vast kwam te staan dat KV Mechelen in het seizoen 2017/18  uit de Eerste klasse zou degraderen, mocht Bandé eerder gaan meetrainen bij Ajax. Hij maakte zodoende op 11 mei 2018 zijn officieuze debuut voor de club, tijdens een oefenwedstrijd tegen Al Ahly. Na de rust kwam Bandé in het veld voor Justin Kluivert. In een volgende oefenwedstrijd, tegen Anderlecht, brak Bandé zijn linkerkuitbeen en scheurde hij de binnenband van zijn enkel. Hierdoor was hij het gehele seizoen uitgeschakeld en speelde hij geen enkele officiële wedstrijd.
Aan het begin van het seizoen 2019/20 was Bandé nog steeds onvoldoende hersteld van zijn blessure om weer bij het team aan te kunnen sluiten. Op 21 oktober 2019 maakte hij zijn eerste officiële minuten voor Ajax toen hij namens Jong Ajax in de 87e minuut inviel voor Lassina Traoré in de thuiswedstrijd in de Eerste divisie tegen Jong FC Utrecht. 
Op 22 januari 2020 werd hij verhuurd aan het Zwitserse FC Thun dat op dat moment uitkwam in de Super League. De huurperiode die volgens planning anderhalf jaar zou duren werd al na een half seizoen beëindigd, omdat Thun degradeerde en Bandé weinig speeltijd kreeg.
In seizoen 2020/21 keerde de speler terug bij Ajax. Op 30 oktober kreeg hij voor het eerst speeltijd bij Jong Ajax. Bandé stelde zich nog altijd ten doel om het eerste elftal te halen. Op 9 februari 2021 werd hij voor anderhalf seizoen verhuurd aan het Kroatische NK Istra 1961. Met de club verloor hij de finale om de Kroatische voetbalbeker 2020/21 van Dinamo Zagreb. In het seizoen 2021/22 speelde hij 29 competitiewedstrijden waarin hij 7 keer scoorde. 
Medio 2022 keerde Bandé opnieuw terug bij Ajax. Tijdens de voorbereiding op seizoen 2022/23 speelde hij voor het eerst in vier jaar weer enkele officieuze wedstrijden voor het eerste team van Ajax. 

### Amiens
Eind augustus 2022 vertrok Bandé naar het Franse Amiens. 

### HJK
In augustus 2023 tekende Bandé een tweejarig contract bij HJK.

## Clubstatistieken
Beloften
| Seizoen | Club      |                    | Competitie     | Competitie | Competitie |
| Seizoen | Club      | Wed.               | Competitie     | Dlp.       |            |
| ------- | --------- | ------------------ | -------------- | ---------- | ---------- |
| 2019/20 | Jong Ajax | Vlag van Nederland | Eerste divisie | 4          | 0          |
| 2020/21 | Jong Ajax | Vlag van Nederland | Eerste divisie | 4          | 0          |
| Totaal  | Totaal    | Totaal             | Totaal         | 8          | 0          |

Senioren
| Seizoen         | Club            | Competitie      | Competitie | Competitie | Beker | Beker | Internationaal | Internationaal | Overig | Overig | Totaal | Totaal |
| Seizoen         | Club            | Competitie      | Wed.       | Dlp.       | Wed.  | Dlp.  | Wed.           | Dlp.           | Wed.   | Dlp.   | Wed.   | Dlp.   |
| --------------- | --------------- | --------------- | ---------- | ---------- | ----- | ----- | -------------- | -------------- | ------ | ------ | ------ | ------ |
| 2017/18         | KV Mechelen     | Eerste klasse   | 25         | 11         | 2     | 1     | 0              | 0              | 0      | 0      | 27     | 12     |
| Club totaal     | Club totaal     | Club totaal     | 25         | 11         | 2     | 1     | 0              | 0              | 0      | 0      | 27     | 12     |
| 2018/19         | Ajax            | Eredivisie      | 0          | 0          | 0     | 0     | 0              | 0              | 0      | 0      | 0      | 0      |
| 2019/20         | Ajax            | Eredivisie      | 0          | 0          | 0     | 0     | 0              | 0              | 0      | 0      | 0      | 0      |
| Club totaal     | Club totaal     | Club totaal     | 0          | 0          | 0     | 0     | 0              | 0              | 0      | 0      | 0      | 0      |
| 2019/20         | → FC Thun       | Super League    | 11         | 0          | 0     | 0     | 0              | 0              | 2      | 0      | 13     | 0      |
| Club totaal     | Club totaal     | Club totaal     | 11         | 0          | 0     | 0     | 0              | 0              | 2      | 0      | 13     | 0      |
| 2020/21         | Ajax            | Eredivisie      | 0          | 0          | 0     | 0     | 0              | 0              | 0      | 0      | 0      | 0      |
| Club totaal     | Club totaal     | Club totaal     | 0          | 0          | 0     | 0     | 0              | 0              | 0      | 0      | 0      | 0      |
| 2020/21         | → NK Istra 1961 | 1. HNL          | 16         | 1          | 4     | 0     | 0              | 0              | 0      | 0      | 20     | 1      |
| 2021/22         | → NK Istra 1961 | 1. HNL          | 29         | 7          | 2     | 0     | 0              | 0              | 0      | 0      | 31     | 7      |
| Club totaal     | Club totaal     | Club totaal     | 45         | 8          | 6     | 0     | 0              | 0              | 0      | 0      | 51     | 8      |
| 2022/23         | Amiens SC       | Ligue 2         | 19         | 1          | 2     | 0     | 0              | 0              | 0      | 0      | 21     | 1      |
| Club totaal     | Club totaal     | Club totaal     | 19         | 1          | 2     | 0     | 0              | 0              | 0      | 0      | 21     | 1      |
| 2023            | HJK             | Veikkausliiga   | 7          | 3          | 0     | 0     | 7              | 2              | 0      | 0      | 14     | 5      |
| 2024            | HJK             | Veikkausliiga   | 21         | 3          | 0     | 0     | 5              | 0              | 1      | 0      | 27     | 3      |
| Club totaal     | Club totaal     | Club totaal     | 28         | 6          | 0     | 0     | 12             | 2              | 1      | 0      | 41     | 8      |
| Carrière totaal | Carrière totaal | Carrière totaal | 128        | 26         | 10    | 1     | 12             | 2              | 3      | 0      | 153    | 30     |

Bijgewerkt tot en met 26 oktober 2024

## Interlandcarrière
Bandé debuteerde op 14 november 2017 in het Burkinees voetbalelftal, in een WK-kwalificatiewedstrijd tegen Kaapverdië. Deze interland werd met 4-0 gewonnen. Hij maakte deel uit van de selectie op het Afrikaans kampioenschap voetbal 2021.

## Erelijst
Als speler
| Eredivisie           | 1x | 2018/19 |
| KNVB beker           | 1x | 2018/19 |
| Johan Cruijff Schaal | 1x | 2019    |

1 Öst ·
2 Ollila ·
3 Hämäläinen ·
4 Toivio ·
5 Da Graca ·
6 Halme ·
7 Hostikka ·
8 Rogić ·
9 Radulović ·
10 Lingman ·
11 Riski ·
14 Peltola ·
15 Tenho  ·
16 Moren ·
17 Bandé ·
18 Keskinen ·
19 Paananen ·
20 Ezeh ·
22 Raitala ·
23 Soiri ·
24 Kanellopoulos ·
25 Iliev ·
27 Kouassivi-Benissan ·
29 Olusanya ·
34 Stjopin ·
37 Tanaka ·
46 Pettersson ·
56 Hetemaj ·
85 Mäenpää ·
Coach: Korkeakunnas